# Герб Камінь-Каширського району
Герб Камінь-Каширського району — офіційний символ Камінь-Каширського району Волинської області, затверджений сесією Камінь-Каширської районної ради.

## Опис герба
Щит підвищено перетятий лазуровим і зеленим. У першій частині з хвилястою лазуровою балкою летять два срібних лелеки з чорними очима і кінчиками крил і червоними дзьобами і лапами. У другій частині дві лазурових балки, супроводжувані знизу золотим снопом. Щит вписаний в золотий декоративний картуш, в клейноді червоний щит зі срібним хрестом. На зеленій девізній стрічці напис "КАМІНЬ-КАШИРСЬКИЙ РАЙОН".